# Stieber Zoltán
Stieber Zoltán (Sárvár, 1988. október 16. –) magyar válogatott labdarúgó. Apja, Stieber József egykori profi futballista, testvére, Stieber András az SK Wiesmath játékosa.
1999-től egészen 2005-ig Magyarországon nevelkedett, majd Angliába igazolt, ahol előbb az Aston Villa játékosa, majd kölcsönben a Yeovil Town labdarúgója volt. 2009-ben országot váltott és Németországba, a Bundesliga 2-be igazolt. Először a TuS Koblenz-ben hívta fel magára a figyelmet, majd az Alemannia Aachen játékosaként szerzett nevet magának az országban. Ezek után felfigyelt rá az 1. FSV Mainz 05, ahol leginkább csak tartalék volt. 2012-ben visszaigazolt a másodosztályba a Greuther Fürth csapatába. 2014 nyarától ismét a Bundesligában szerepelt a Hamburg csapatával. 2016 januárjában a kevesebb játéklehetőség miatt kölcsönbe a másodosztályú 1. FC Nürnberghez került.

## Pályafutása

### Kezdeti évei
Stieber az Újpestnél nevelkedett, ahol együtt szerepelt a korosztályos csapatokban Szalai Ádámmal, majd az Aston Villa csapatának a labdarúgó akadémiájára került. 2005-től játszott a junior- és a tartalékcsapatban.

### Aston Villa

#### 2005–06-os szezon
2005 májusában kétéves szerződést kötött az Aston Villa csapatával, ahol gyorsan lenyűgözte Tony McAndrew-t, az Akadémia edzőjét. Összesen 30 mérkőzésen szerepelt a szezonban és 4 gólt szerzett a debütáló szezonjában. Része volt a csapat Play-off döntőjének, a 2006 májusában a Southampton ellen 3–2-re elveszített mérkőzésnek.

#### 2006–07-es szezon
A szezonban 13 alkalommal lépett pályára és 2 gólt szerzett a Fulham és a Chelsea ellen.
A Central Coast Mariners FC kupát megnyerték. Stiebert jutalmazták a torna játékosa díjjal. Ezután a siker után 3 éves szerződést kínált neki az Aston Villa.

#### 2007–08-as szezon
2007 júliusában első alkalommal hívták az első csapatba, amikor behívták az Egyesült Államokban és Kanadában túrázó csapatba. A Toronto FC ellen mutatkozott be, majd lenyűgözte a Major League Soccer csapatát. Ezek után még a Walsall FC ellen lépett pályára, ahol gólt szerzett.
Annak ellenére, hogy a tartalékcsapatban pozitív benyomást tett az Aston Villa vezetésére, még mindig nem került az első csapat keretébe. Gólt szerzett a Fulham és a Portsmouth ellen, és az első 6 fordulóban 6 gólpasszt osztott ki társainak. 2007. szeptember 20-án megkapta a BBC Radio WM a hónap fiatal játékosa díjat.

### Yeovil Town – kölcsönben
2007 novemberében a harmadosztályban a Yeovil Town csapatához került kölcsönbe 2008. január 1-ig. 2007. december 29-én a Brighton ellen megszerezte az első profi gólját a Yeovil Town színeiben. A kölcsönszerződést meghosszabbították. 15 mérkőzésen szerepelt és 1 gólt jegyzett.

#### 2008–09-es szezon
Mint az előző szezonban, úgy ismét elutazhatott az első csapattal. 2008 júliusában a 21 fős kerettel elutazott Svájcba. A FC Wil 1900 elleni 6-0-ra megnyert mérkőzésen szerepelt, de csak 20 percet játszott. A Lincoln City a Walsall ellen lépett még pályára. Az első csapatban tétmérkőzésen sosem lépett pályára, így a klub engedte Stieber számára, hogy új klub után nézzen.

### Koblenz

#### 2008–09-es szezon
A Blackpool-nál edzett egy rövid ideig, majd a Norwich City ajánlott szerződést. Azonban úgy döntött, hogy csatlakozik TuS Koblenz-hez. 2009. január 29-én sikeres tárgyalás után 30 hónapos szerződést írt alá, ami 2011. június 30-ig szólt. Január 30-án már debütált is a Rot-Weiß Oberhausen ellen a 64. percben Frank Wiblishauser cseréjeként. Egy héttel később a FSV Frankfurt ellen kezdőként lépett pályára. Február 13-án az SV Wehen Wiesbaden egy szöglet után gólt szerzett, miután az elé került labdát a bal alsóba bombázta, emellett csapata harmadik góljában előkészítőként jeleskedett. A következő bajnokin a Greuther Fürth elleni 3–0-ra megnyert hazai mérkőzésen csapata harmadik gólját szerezte. Március 1-jén gólpasszt adott az FC Augsburg elleni idegenben megnyert találkozón. Öt nappal később a VfL Osnabrück ellen a 26. percben a vezetést szerezte meg a csapatának, a mérkőzést 3–0-ra nyerték Stieberék. Április 19-én az MSV Duisburg ellen 2–3-ra megnyert idegenbeli mérkőzésen csapata első gólját szerezte meg fejjel. Május 10-én a SC Freiburg ellen már a 2. percben eredményes volt, viszont fordítani tudtak a vendégek és 5–2-es sikerükkel fel is jutottak az első osztályba. Egy héttel később a St. Pauli ellen gólpasszt adott.

#### 2009–10-es szezon
2009. augusztus 2-án lépett pályára első alkalommal a szezon során a Német labdarúgókupa mérkőzésén az SC Concordia elleni mérkőzésen, ahol az első gólt szerző Shefki Kuqi-nak adott gólpasszt, majd a harmadik gólt szerző Benjamin Lense-nek, a 67. percben cserélte le őt az edzője, helyére Philipp Langen érkezett. Hét nappal később az 1860 München ellen lépett pályára első alkalommal a szezon során a bajnokságban. Szeptember 12-én gólpasszt adott a Hansa Rostock ellen. Tíz nappal később a Német kupában az Energie Cottbus ellen a 14. percben egy megcsúsztatott labdát bombázott óriási erővel a bal felső sarokba. A meccset végül hosszabbítás után nyerte meg 4–2-re a Koblenz, Stieber 77 percet töltött a pályán. November 22-én az Alemannia Aachen ellen gólpasszt jegyzett. A szezon vége után elhagyta a Koblenz csapatát.

### Aachen
A 2010–11-es szezonban csatlakozott az Alemannia Aachen csapatához, 2012. június 30-ig szóló szerződést kötöttek. 2010. augusztus 20-án debütált az FC Union Berlin ellen, a 70. percben lépett pályára Alper Uludag helyére, majd gólpasszt adott. Szeptember 12-én a SpVgg Greuther Fürth elleni 1–1-es döntetlent hozó mérkőzésen az 55. percben tizenegyest harcolt ki. Öt nappal később az Energie Cottbus ellen a 42. percben gólt szerzett, majd gólpasszt adott Marco Högernek. Négy nappal később ismét betalált az ellenfél kapujába, most a FSV Frankfurtnak köszönt be a 90. percben egy kontra végén. Három nappal később a szurkolók ismét Stieber gólnak örülhettek az SC Paderborn ellen a 75. percben, Höger két védőt vert meg a jobb szélen, középre adása után Uludag tette a labdát Stieber elé, aki közelről, ballal vette be a kaput. Október 17-én az Ingolstadt ellen 2–1-re megnyert találkozón az 5. percben gólpasszt adott Benjamin Auernek, majd a 81. percben egy védelmi hibát követően 20 méterről kilőtte a jobb sarkot. Egy héttel később a VfL Bochum elleni 1–1-es mérkőzésen az 56. percben Auer váltotta gólra Stieber passzát. Három nappal később a Német kupában a Mainz elleni 2–0-s sikert hozó mérkőzésen a 26. percben adott gólpasszt Auernek. A következő bajnokira négy nappal később került sor a VfL Osnabrück ellen üresen kapta a labdát a bal oldalon, majd középre adta, Auer pedig a hálóba fejjelt. A német bulvárlap, a Bild listát készített a Bundesliga II legígéretesebb tehetségeiről, amiben Stieber neve is rajta volt, az összeállítást az élvonal előszobájában futballozó legjobb tehetségekről szólt.
November 7-én az 1860 München ellen a mérkőzés elején Stieber beadása eredményezte az Aachen vezető találatát, majd 2–1-re kikaptak a Müncheni csapattól. December 3-án a Oberhausen ellen már a 7. percben helyzetbe került, de 11 méterről fölé bombázott, majd az 50. percben kiválóan tekert be egy szögletet, beadásából Stehle volt eredményes. Két héttel később a Arminia Bielefeld elleni mérkőzést a kispadon kezdte, majd az 56. percben pályára lépett és gólpasszt adott Arslannak és Auernek.
2011. január 22-én a Karlsruher SC ellen 4–2-re megnyert bajnokin már az 5. percben bomba gólt szerzett, majd még két gólpasszt is kiosztott. Egy héttel később a Greuther Fürth ellen a 19. percben Auernek adott gólpasszt a 2–2-es döntetlent hozó mérkőzésen. A VfB Stuttgart és az FC Augsburg is érdeklődött Stieber iránt, a Stuttgart a távozó Mauro Camoranesii helyére szerződtetné. Az átigazolási időszak utolsó napján a Bundesligában szereplő Kaiserslautern szerette volna Stiebert megszerezni, de Erik Meijer sportigazgató azonnal nemet mondott az ajánlatra.
| „             | "Nyilván nem fogom most elpasszolni a csapat "turbóját". Szükségünk van rá" | ” |
| – Erik Meijer |                                                                             |   |

2011. február 12-én a FSV Frankfurt ellen a 82. percben Stieber tekert középre, a hosszún érkező Auer pedig fejjel volt eredményes. Egy héttel később a SC Paderborn elleni 3–1-es győzelmet hozó mérkőzésen jobb oldalról kapott passzból 10 méterről a kapuba helyezte a labdát. A Borussia Mönchengladbach is érdeklődését mutatta a magyar szélső iránt, Marco Reus esetleges nyári távozása miatt. Március vége felé bejelentették hogy Stieber a Mainz 05 játékosa lesz a nyáron, ahol csapattársa lesz Szalai Ádámnak. Április 8-án az MSV Duisburg ellen idegenben 3–2-re elbukott bajnokin a 45. percben betalált a kapuba. A következő bajnokin az Erzgebirge Aue ellen hazai pályán 5–1-es vereséget szenvedtek, de a hazai csapat egyetlen gólját Stieber szerezte a 11. percben lefutotta védőjét, csinált egy cselt, majd a kötényt adott a kapusnak. Április 24-én az Augsburg ellen Stieber passzából Kratz 18 méterről talált be a kapufa segítségével a kapuba. Öt nappal később a Rot-Weiß Oberhausen ellen az 52. és a 66. percben volt eredményes, mindkétszer Uludag átadását követően, majd a 71. percben pedig maga jeleskedett az előkészítésben. Május 15-én a Arminia Bielefeld ellen a 33. percben gólpasszt jegyzett. A szezont 34 bajnokival, 10 góllal és 17 gólpasszal zárta és ezek mellett 2 kupa mérkőzésen jegyzett 1 gólpasszt.

### Mainz
A 2011–12-es szezont a Bundesligában szereplő 1. FSV Mainz 05 csapatában kezdte el, csapattársa lett Szalai Ádámnak.
2011. július 1-jén stadion avató mérkőzést rendeztek a Coface Arená-ban, egy amatőr ellenfél ellen rövidített mérkőzésen, ahol Stieber a 6. gólt szerezte csapatában a 8-0-ra megnyert találkozón.
Július 20-án az FC Bayern München ellen a ligakupában a 11. percben gólpasszt adott. Augusztus 7-én debütált a bajnokságban a Leverkusen elleni 2–0-ra végződő győztes meccsen. Augusztus 21-én a második bajnokiján a Schalke 04 ellen gólpasszt adott Andreas Ivanschitznak a 8. percben egy középre adott szabadrúgásból. November 19-én a Mainz II csapatában lépett pályára a Köln II ellen, ahol rögtön gólpasszt adott. A 13. fordulóban 6 mérkőzés kihagyás után ismét kezdő játékosaként lépett pályára a Köln ellen, 56 percet töltött a pályán.
2012-es januári átigazolási szezonban felmerült, hogy kölcsönadják, a Augsburg-nak vagy a másodosztályban szereplő Greuther Fürth-nek, de maradt a Mainznél. A 2012-es évben először csak február 2-án lépett pályára az 1. FSV Mainz 05 tartalék csapatában a Wuppertaler SV elleni hazai pályán elszenvedett 2–1-es vereséget hozó mérkőzésen, amin gólpasszt adott a 3. percben Luka Tankulicnak. Tizenhárom nappal később ismét a tartalékokkal lépett pályára a Bayer Leverkusen tartalékjai elleni 2–1-es hazai vereséget hozó találkozón, a 19. percben gólpasszt adott Deniz Yilmaznak. 2012. március 24-én több hónap után lépett pályára a felnőttek között a Hertha BSC ellen a 64. percben.
A szezon végén a Bundesligából kiesett 1. FC Kaiserslautern és a másodosztályból feljutott FC Augsburg erősen érdeklődött iránta. Nem sokkal később a Greuther Fürth és a Eintracht Frankfurt is érdeklődést mutatott a magyar játékos iránt.

### Fürth

#### 2012–13-as szezon
2012. június 21-én a Greuther Fürth elnöke, Helmut Hack a német Bildnek elárulta, hogy a megegyeztek Stieberrel az átigazolásról. Először csak kölcsönben igazolt volna a Fürthbe, de végül végleg leigazolták. Másnap a Fürth a honlapján jelentette be, hogy 4 éves szerződést kötöttek Stieberrel. Július közepén a Höchstadt elleni edző mérkőzésen duplázott, amit 18–0-ra nyertek meg. Az SpVgg Unterhaching elleni felkészüli mérkőzésen gólpasszt adott Sercan Sararernek.
2012. augusztus 25-én a Bayern München ellen 3–0-ra elvesztett mérkőzésen debütált csereként. Szeptemberben a kispadon kapott helyet a VfL Wolfsburg és a Fortuna Düsseldorf ellen. Egyik mérkőzésen sem lépett pályára. Egy mérkőzésen pályára lépett a tartalékoknál. Október 6-án a HSV Hamburg ellen ismét a felnőtteknél lépett pályára. A TSG 1899 Hoffenheim ellen a 8.percben fejelt gólt, majd gólpasszt adott Edgar Prib-nek, a mérkőzés 3–3-as döntetlennel zárult. A Werder Bremen ellen gólpasszt adott, a bal oldalról úgy centerezett, hogy Edu-nak csak az üres kapuba kellett juttatnia a labdát. Az Eintracht Frankfurt elleni bajnokin 1–0-s hátrányból mentett pontot csapatának. Egy fürthi kontra végén léphetett ki egyedül, majd ballal finoman alányúlt a labdának, amely a nyújtózkodó Trapp fölött áthullva a hálóban landolt, kialakítva az 1–1-es döntetlent.
2012. november 17-én a Borussia Dortmund ellen 1-0-s hátrányban Zillner indította Stieber-t, aki nagyszerű ütemben lépett ki, majd Wiedenfeller felett mesterien pörgetett a kapuba. A mérkőzés végül 3–1-re nyerte a címvédő hazai együttes. December 15-én az Augsburg ellen gólpasszt adott Lasse Sobiechnek. 2013. január 10-én AZ Alkmaar elleni felkészülési mérkőzésen vezető gólt szerzett a 29. percben egy kapufáról kipattanó labdát vágott a hálóba ballal, de végül 3–2-re kikaptak a holland klubtól. A januári átigazolási szezon folyamán Varga József személyében magyar csapattársat kapott. Február elején megműtötték Stieber bal vállát egy sérülés miatt. Május 18-án az Augsburg elleni utolsó bajnoki mérkőzésen tért vissza sérüléséből a pályára a 79. percben csereként. A Greuther Fürth kiesett a Bundesligából a szezon végén.

#### 2013–14-es szezon
2013 júliusában a Viktoria Plzen elleni felkészülési mérkőzésen a 13. percben szerzett találatával verték meg a cseh csapatott. A Glasgow Celtic ellen kezdőként lépett pályára és 59 percet játszott és két gólpasszal járult hozzá a 6–2-s bravúros sikerhez. Varga József távozását követően Korcsmár Zsolt lett csapattársa magyar részről. Augusztus 12-én a Bundesliga 2-ben az FC Kaiserslautern elleni mérkőzésen a 79. percben kiváló szögletét Mudrinski fejelte a kapuba, amivel kialakult a 2–1-s győzelem. A Karlsruher SC ellen ismét szögletből adott gólpasszt csapattársának. A FSV Frankfurt elleni 1–1-s döntetlent hozó bajnoki mérkőzésen csapata egyetlen találatát szerző Tom Weilandtnak adott gólpasszt. Szeptember 20-án az Union Berlin elleni mérkőzésen duplázott, előbb egy ballábal eleresztett bomba gólt szerzett, majd egy emeléssel járt túl a kapus eszén a 4–2-re megnyert rangadón. A Dynamo Dresden ellen 4-0-ra megnyert mérkőzésen egy gólt szerzett és 3 gólpasszt jegyzett. A 10. percben mintegy 20 méterről talált Kirsten kapujába, majd Florian Trinks 63. percében szerzett gólja előtt adott gólpasszt, Giesselmann 75. percében jegyzett és Tim Sparv 86. percében szerzett góljához is az ő előkészítése kellett.
Az FC St. Pauli elleni 4–2-re elvesztett mérkőzésen gólpasszt adott egy beadásból a második találatot fejelő Trinksnek. Az FC Erzgebirge Aue elleni mérkőzésen 11-esből talált be a 6–2-re megnyert idegenbeli mérkőzésen. Pár nappal később az SC Paderborn 07 ellen duplázott, először a tizenegyespont tájáról bombázott a léc alá, majd egy 16 méteres lövéssel szerezte meg második találatát a mérkőzésen. Egy hónappal később a SV Sandhausen ellen egy gólt előkészített, egy tizenegyest maga váltott gólra.December 22-én a VfR Aalen 1–0-ra megnyert mérkőzésen kihagyott egy tizenegyest, de így is nyert csapata. Stieber bekerült a Bundesliga 2 őszi idényének álomcsapatába az egyik német magazinnál. Márciusban a FSV Frankfurt ellen a 87. percen egy szögletet kanyarított középre amit Mavraj a kapuba bólintott 5 méterről. A Dynamo Dresden elleni mérkőzésen 11-est harcolt ki.
Márciusban a Fortuna Düsseldorf ellen a 78. percben egy kipattanó Azemi lövés után közelről a kapuba lőtt, beállítva a 4–1-s végeredményt. Az utolsó fordulóban az SV Sandhausen ellen a 83. percben, Daniel Brosinski beadása után talált a kapuba, kialakítva a 2–0-s végeredményt, ezzel a harmadik helyen végzett és osztályozót játszhat a Hamburggal az élvonalba jutásért a Fürth. A Hamburg elleni első osztályzó mérkőzésen az Imtech Arenában 0–0-s döntetlent értek el a csapatok. A visszavágón a Playmobil-Stadionban az 59. percben azonban Stieber szép passza után Fürstner a kapuba talált, de ez sem volt elég a feljutáshoz, hiszen 1–1-s összesítéssel, idegenben lőtt góllal a Bundesliga 1-ben a Hamburger SV csapata maradt. 9 gólt és 10 gólpasszt jegyzett a bajnokságban, ezzel a liga összesített kanadai táblázatán a negyedik helyen végzett. Több Bundesligában szereplő csapat érdeklődött iránta a nyári átigazolási szezon elején.

### Hamburg
Miután a Fürth csapatával bronzérmes lett a másodosztályban, osztályozó mérkőzéseket játszott a Hamburger SV ellen. Csapata a két mérkőzés összesítésében alulmaradt a tradicionális Bundesliga-klubbal szemben, a HSV-nál azonban felfigyeltek kiváló játékára, és pár nappal később 1,2 millió eurós ajánlatot tettek érte. 2014. április 26-án aláírta a kínált szerződést, ezzel újra a Bundesligába igazolt. 2017-ig szóló szerződés írt alá új csapatával és a 17-es számot kapta meg. A német alsóbb osztályban szereplő Horst elleni felkészülési mérkőzésen 15–0-s győzelmet aratott a Hamburg, amely mérkőzést végigjátszotta Stieber és mesterhármast szerzett a mérkőzésen. A Niendorfot csapata elleni felkészülési mérkőzésen csereként beálló Stieber egy gólt szerzett a 6–0-ra megnyert mérkőzésen.
2014. augusztus 30-án debütált a Bundesligába az SC Paderborn 07 ellen 3–0-ra elvesztett hazai mérkőzésen, a 46. percben váltotta Tolgay Arslant. A következő két bajnoki mérkőzésen a Hannover 96 és a Bayern München ellen kezdőként végig a pályán maradt. A téli szünetben az Eintracht Frankfurt ellen 3–2-re megnyert felkészülési mérkőzésén gólt szerzett. 2015. február 4-én a Paderborn elleni idegenbeli mérkőzésen a 91. percben egy visszafejelt labdát remek mozdulattal bombázott a hálóba, ezzel megszerezte első Bundesliga gólját a Hamburger SV színeiben. Gólját jelölték a hét góljának címére a Bundesliga hivatalos oldalának szavazásán. A szavazás lezárásakor a szavazatok 94%-át zsebelte be, amivel elnyerte a forduló gólja címet. A Hannover 96 elleni mérkőzés 26. percében Stieber beadása után Marcelo rosszul ért a labdához, ami öngólt eredményezett. A fiatal magyar játékos remek formában kezdte a 2015-ös évet, amivel kezdőjátékossá vált csapatában. A Hannover elleni mérkőzésen 13,9 km-t futott, ezzel pedig beállította az idénycsúcsot a Bundesligában. A rekordot mostközösen tartja Vladimir Daridával, aki a Freiburg mezében volt képes ugyanilyen futómennyiségre. A Borussia Mönchengladbach ellen a 73. percben szerzett vezető gólja sem volt elég a mérkőzés megnyeréséhez, miután a 92. percben Hrgota kiegyenlítette a mérkőzés eredményét. A forduló végén, három héten belül másodszor lett a legszebb gól szerzője a Bundesligában, a német bajnokság hivatalos honlapján ezúttal a voksolók 87 százaléka szavazott rá. Február 28-án az Eintracht Frankfurt ellen az első játékrész hosszabbításában, egy kiugratás után lőtt magabiztosan a hálóba. Februárban ez volt a 3. gólja, amivel csapata egyik legjobbja volt.
Április 25-én az Augsburg elleni 3–2-re megnyert hazai bajnoki mérkőzésen Stieber lövése Ivica Olicon megpattanva jutott a hálóba a 11. percben, így gólpassz került a magyar légiós neve mellé. A 71. percben harmadik találatot szerző Pierre-Michel Lasoggának fejjel készített elő. A hónap végén a spox.com internetes portál be is választotta őt a forduló válogatottjába. A szezon végén osztályzó mérkőzést kellett játszania csapatával a Karlsruher SC ellen bentmaradásért. Az első mérkőzésen 1–1-es döntetlen született, majd a második mérkőzésen egy 91. és egy 115. percben szerzett góllal maradt a Bundesligában a Hamburg.

### Nürnberg – kölcsönben
2016. január 18-án hivatalosan bejelentették, hogy a Schalkéhoz távozó Alessandro Schöpf helyére érkezett Stieber az 1. FC Nürnberg csapatához. Fél évre érkezett kölcsönben, kivásárlási opcióval a szerződés lejártát követően.Február 6-án a TSV 1860 München ellen 1–0-ra megnyert bajnokin mutatkozott be, kezdőként 62 percet játszott. Március 4-én első gólját is megszerezte, a Kaiserslautern ellen talált be a 88.percben, győzelemhez segítve ezzel csapatát. Túlzott gólörömért azonban megkapta a második sárga lapját, így a 90. percben kiállították.

### Kaiserslautern
2016. augusztus 12-én a két csapat hivatalos honlapján jelentette be, hogy a Hamburg és az 1. FC Kaiserslautern megegyezett Stieber klubváltásáról. A magyar játékos hároméves szerződést írt alá. Két nap múlva a 64. percben csereként beállva mutatkozott be új csapatában a Würzburger Kickers elleni bajnokin. Első gólját augusztus 20-án a Német kupa első fordulójában lőtte a Hallescher FC elleni mérkőzésen. A bajnokságban november 21-én talált először a hálóba az 1860 München elleni döntetlen alkalmával.

### DC United
2017. augusztus 10-én az MLS-ben szereplő DC United szerződtette. Augusztus 27-én debütált új csapatában a New England Revolution ellen 1–0-ra megnyert bajnokin, ahol kezdőként nyolcvan percet volt a pályán. Első gólját szeptember 28-án szerezte a New York Red Bulls elleni 3–3-as döntetlen alkalmával, szabadrúgásból. Két szezont töltött a washingtoni csapatnál, 44 bajnoki mérkőzésen kapott lehetőséget, ezalatt hat gólt és nyolc gólpasszt jegyzett. 2019 júliusában felbontották a szerződését, így szabadon igazolható játékossá vált.

### Zalaegerszeg
2019. augusztus 22-én a magyar élvonalban szereplő Zalaegerszegi TE FC csapatához írt alá. Szeptember 28-án, a Paks ellen 3–1-re megnyert bajnokin megszerezte első gólját a csapat színeiben, ami egyben az első gólja volt az NB I-ben. 22 bajnoki mérkőzésen két gólt szerzett a 2019–2020-as bajnoki idényben, amelynek hajrájában térdésrülése miatt nem tudott csapata rendelkezésére állni.

### Újpest
2020. július 14-én, miután lejárt a szerződése a zalaegerszegi csapatnál, aláírt az Újpest FC-hez, ahol testvére, András is a csapattársa lett.

### MTK Budapest
2022. január 25-én több játéklehetőség miatt másfél évre az MTK Budapest csapatához igazolt. 2025. június 8-án bejelentették, hogy nem hosszabbítják meg a szerződését, tehát két és fél év után távozik a csapattól.

### A válogatottban
Korosztályos válogatott labdarúgó, szerepelt a U19, a U20 és a U21-es válogatottban.
2011. május 8-án Egervári Sándor a Düssledorf-Aachen Bundesliga II bajnokiján a helyszínen figyelte meg Stiebert. 2011-ben Egervári Sándor nevezte a felnőtt válogatott keretébe a Svédország és Moldova elleni Eb-selejtezőkre a Puskás Ferenc Stadionban megrendezett mérkőzésekre. A svédek elleni mérkőzésen csereként lépett pályára, amely 2–1-es győzelemmel végződött. 2015. május 6-án a litvánok elleni felkészülési mérkőzés megszerezte első gólját a válogatottban. A 4–0-ra megnyert mérkőzés 15. percében Stieber a jobb felsőbe tekert egy lecsorgó labdát, a tizenegyespont környékéről, ezzel megszerezte a vezetést a magyar válogatottnak. Egy héttel később a finn labdarúgó-válogatott ellen a 82. percben Tőzsér szabadrúgását Niklas Moisander az ötösről fejelte ki és ezután a rosszabbik lábával a bal felsőbe bombázott 15 méterről Stieber, ezzel megnyerve a mérkőzést 1–0-ra. Részt vett a 2016-os labdarúgó-Európa-bajnokságon is. Az osztrákok elleni első csoport mérkőzésen (2–0) csereként beállva ő állította be a végeredményt.

## Statisztika

### Klubcsapatokban
2025. április 3-i állapot szerint.
| Klub                     | Szezon           | Liga                | Liga  | Liga  | Kupa  | Kupa  | Ligakupa | Ligakupa | Egyéb | Egyéb | Összesen | Összesen |
| Klub                     | Szezon           | Bajnokság           | Mérk. | Gólok | Mérk. | Gólok | Mérk.    | Gólok    | Mérk. | Gólok | Mérk.    | Gólok    |
| ------------------------ | ---------------- | ------------------- | ----- | ----- | ----- | ----- | -------- | -------- | ----- | ----- | -------- | -------- |
| Aston Villa              | 2007–08          | Premier League      | 0     | 0     | 0     | 0     | 0        | 0        | —     | —     | 0        | 0        |
| Aston Villa              | 2008–09          | Premier League      | 0     | 0     | 0     | 0     | 0        | 0        | 0     | 0     | 0        | 0        |
| Aston Villa              | Összesen         | Összesen            | 0     | 0     | 0     | 0     | 0        | 0        | 0     | 0     | 0        | 0        |
| Yeovil Town (kölcsönben) | 2007–08          | League One          | 15    | 1     | —     | —     | —        | —        | —     | —     | 15       | 1        |
| Yeovil Town (kölcsönben) | Összesen         | Összesen            | 15    | 1     | —     | —     | —        | —        | —     | —     | 15       | 1        |
| Koblenz                  | 2008–09          | Bundesliga 2        | 17    | 5     | 0     | 0     | —        | —        | —     | —     | 17       | 5        |
| Koblenz                  | 2009–10          | Bundesliga 2        | 21    | 0     | 2     | 1     | —        | —        | —     | —     | 23       | 1        |
| Koblenz                  | Összesen         | Összesen            | 38    | 5     | 2     | 1     | —        | —        | —     | —     | 40       | 6        |
| Aachen                   | 2010–11          | Bundesliga 2        | 34    | 10    | 2     | 0     | —        | —        | —     | —     | 36       | 10       |
| Aachen                   | Összesen         | Összesen            | 34    | 10    | 2     | 0     | —        | —        | —     | —     | 36       | 10       |
| Mainz                    | 2011–12          | Bundesliga          | 7     | 0     | 1     | 0     | —        | —        | 1[a]  | 0     | 9        | 0        |
| Mainz                    | Összesen         | Összesen            | 7     | 0     | 1     | 0     | —        | —        | 1     | 0     | 9        | 0        |
| Mainz II                 | 2011–12          | Regionalliga West   | 3     | 0     | —     | —     | —        | —        | —     | —     | 3        | 0        |
| Mainz II                 | Összesen         | Összesen            | 3     | 0     | —     | —     | —        | —        | —     | —     | 3        | 0        |
| Greuther Fürth           | 2012–13          | Bundesliga          | 16    | 3     | 0     | 0     | —        | —        | —     | —     | 16       | 3        |
| Greuther Fürth           | 2013–14          | Bundesliga 2        | 32    | 9     | 2     | 0     | —        | —        | 2[b]  | 0     | 36       | 9        |
| Greuther Fürth           | Összesen         | Összesen            | 48    | 12    | 2     | 0     | —        | —        | 2     | 0     | 52       | 12       |
| Greuther Fürth II        | 2012–13          | Regionalliga Bayern | 1     | 0     | —     | —     | —        | —        | —     | —     | 1        | 0        |
| Greuther Fürth II        | Összesen         | Összesen            | 1     | 0     | —     | —     | —        | —        | —     | —     | 1        | 0        |
| Hamburg                  | 2014–15          | Bundesliga          | 25    | 3     | 1     | 0     | —        | —        | 2[b]  | 0     | 28       | 3        |
| Hamburg                  | 2015–16          | Bundesliga          | 2     | 0     | 0     | 0     | —        | —        | —     | —     | 2        | 0        |
| Hamburg                  | Összesen         | Összesen            | 27    | 3     | 1     | 0     | —        | —        | 2     | 0     | 30       | 3        |
| Nürnberg (kölcsönben)    | 2015–16          | Bundesliga 2        | 6     | 1     | 0     | 0     | —        | —        | —     | —     | 6        | 1        |
| Nürnberg (kölcsönben)    | Összesen         | Összesen            | 6     | 1     | 0     | 0     | —        | —        | —     | —     | 6        | 1        |
| Kaiserslautern           | 2016–17          | Bundesliga 2        | 19    | 1     | 1     | 1     | —        | —        | —     | —     | 20       | 2        |
| Kaiserslautern           | Összesen         | Összesen            | 19    | 1     | 1     | 1     | —        | —        | —     | —     | 20       | 2        |
| DC United                | 2017             | MLS                 | 8     | 1     | 0     | 0     | —        | —        | —     | —     | 8        | 1        |
| DC United                | 2018             | MLS                 | 27    | 5     | 1     | 0     | —        | —        | 1[c]  | 0     | 29       | 5        |
| DC United                | 2019             | MLS                 | 9     | 0     | 0     | 0     | —        | —        | —     | —     | 9        | 0        |
| DC United                | Összesen         | Összesen            | 44    | 6     | 1     | 0     | —        | —        | 1     | 0     | 46       | 6        |
| Zalaegerszegi TE         | 2019–20          | NB I                | 22    | 2     | 2     | 1     | —        | —        | —     | —     | 24       | 3        |
| Zalaegerszegi TE         | Összesen         | Összesen            | 22    | 2     | 2     | 1     | —        | —        | —     | —     | 24       | 3        |
| Újpest                   | 2020–21          | NB I                | 15    | 1     | 4     | 1     | —        | —        | —     | —     | 19       | 2        |
| Újpest                   | 2021–22          | NB I                | 9     | 1     | 2     | 0     | —        | —        | —     | —     | 11       | 1        |
| Újpest                   | Összesen         | Összesen            | 24    | 2     | 6     | 1     | —        | —        | —     | —     | 30       | 3        |
| MTK Budapest             | 2021–22          | NB I                | 14    | 0     | —     | —     | —        | —        | —     | —     | 14       | 0        |
| MTK Budapest             | 2022–23          | NB II               | 28    | 11    | 2     | 0     | —        | —        | —     | —     | 30       | 11       |
| MTK Budapest             | 2023–24          | NB I                | 27    | 3     | 4     | 2     | —        | —        | —     | —     | 31       | 5        |
| MTK Budapest             | 2024–25          | NB I                | 20    | 2     | 3     | 1     | —        | —        | —     | —     | 23       | 3        |
| MTK Budapest             | Összesen         | Összesen            | 89    | 16    | 9     | 3     | —        | —        | —     | —     | 98       | 19       |
| Karrier összesen         | Karrier összesen | Karrier összesen    | 377   | 59    | 27    | 7     | —        | —        | 6     | 0     | 410      | 66       |

Megjegyzések:
- ↑ a:  – Magában foglalja az UEFA Európa-liga mérkőzéseket.
- ↑ b:  – Magában foglalja a Bundesliga rájátszási mérkőzéseket.
- ↑ c:  – Magában foglalja az MLS rájátszási mérkőzéseket.

### A válogatottban
| Magyarország | Magyarország | Magyarország |
| Év           | Mérk.        | Gól          |
| ------------ | ------------ | ------------ |
| 2011         | 2            | 0            |
| 2012         | —            | —            |
| 2013         | 1            | 0            |
| 2014         | 3            | 0            |
| 2015         | 4            | 2            |
| 2016         | 9            | 1            |
| 2017         | 6            | 0            |
| 2018         | 1            | 0            |
| Összesen     | 26           | 3            |

### Mérkőzései a válogatottban
| Magyarország | Magyarország        | Magyarország                              | Magyarország | Magyarország | Magyarország | Magyarország    | Magyarország | Magyarország    |
| #            | Dátum               | Helyszín                                  | Hazai        | Eredmény     | Vendég       | Kiírás          | Gólok        | Esemény         |
| ------------ | ------------------- | ----------------------------------------- | ------------ | ------------ | ------------ | --------------- | ------------ | --------------- |
| 1.           | 2011. szeptember 2. | Budapest, Puskás Ferenc Stadion           | Magyarország | 2 – 1        | Svédország   | Eb-selejtező    | -            | 66'             |
| 2.           | 2011. október 11.   | Budapest, Puskás Ferenc Stadion           | Magyarország | 0 – 0        | Finnország   | Eb-selejtező    | -            | 88'             |
| 3.           | 2013. október 15.   | Budapest, Puskás Ferenc Stadion           | Magyarország | 2 – 0        | Andorra      | vb-selejtező    | -            |                 |
| 4.           | 2014. június 4.     | Budapest, Puskás Ferenc Stadion           | Magyarország | 1 – 0        | Albánia      | barátságos      | -            | 63'             |
| 5.           | 2014. október 11.   | Bukarest, Nemzeti Stadion                 | Románia      | 1 – 1        | Magyarország | Eb-selejtező    | -            | a szünetben     |
| 6.           | 2014. november 18.  | Budapest, Groupama Aréna                  | Magyarország | 1 – 2        | Oroszország  | barátságos      | -            | a szünetben     |
| 7.           | 2015. március 29.   | Budapest, Groupama Aréna                  | Magyarország | 0 – 0        | Görögország  | Eb-selejtező    | -            |                 |
| 8.           | 2015. június 5.     | Debrecen, Nagyerdei stadion               | Magyarország | 4 – 0        | Litvánia     | barátságos      | 1            | 15' a szünetben |
| 9.           | 2015. június 13.    | Helsinki, Olimpiai Stadion                | Finnország   | 0 – 1        | Magyarország | Eb-selejtező    | 1            | 82' 83'         |
| 10.          | 2015. szeptember 4. | Budapest, Groupama Aréna                  | Magyarország | 0 – 0        | Románia      | Eb-selejtező    | -            | 88'             |
| 11.          | 2016. március 26.   | Budapest, Groupama Aréna                  | Magyarország | 1 – 1        | Horvátország | barátságos      | -            | 81'             |
| 12.          | 2016. június 4.     | Gelsenkirchen, Veltins-Arena              | Németország  | 2 – 0        | Magyarország | barátságos      | -            | 82'             |
| 13.          | 2016. június 14.    | Bordeaux, Stade Bordeaux-Atlantique (FRA) | Ausztria     | 0 – 2        | Magyarország | Eb-csoportkör   | 1            | 79' 87'         |
| 14.          | 2016. június 18.    | Marseille, Stade Vélodrome (FRA)          | Izland       | 1 – 1        | Magyarország | Eb-csoportkör   | -            | 67'             |
| 15.          | 2016. június 22.    | Lyon, Stade des Lumières (FRA)            | Magyarország | 3 – 3        | Portugália   | Eb-csoportkör   | -            | 83'             |
| 16.          | 2016. szeptember 6. | Tórshavn, Tórsvøllur Stadion              | Feröer       | 0 – 0        | Magyarország | vb-selejtező    | -            | 80'             |
| 17.          | 2016. október 7.    | Budapest, Groupama Aréna                  | Magyarország | 2 – 3        | Svájc        | vb-selejtező    | -            |                 |
| 18.          | 2016. november 13.  | Budapest, Groupama Aréna                  | Magyarország | 4 – 0        | Andorra      | vb-selejtező    | -            | 74'             |
| 19.          | 2016. november 15.  | Budapest, Groupama Aréna                  | Magyarország | 0 – 2        | Svédország   | barátságos      | -            |                 |
| 20.          | 2017. június 5.     | Budapest, Groupama Aréna                  | Magyarország | 0 – 3        | Oroszország  | barátságos      | -            | 75'             |
| 21.          | 2017. június 9.     | Andorra la Vella, Estadi Nacional         | Andorra      | 1 – 0        | Magyarország | vb-selejtező    | -            | 21'             |
| 22.          | 2017. augusztus 31. | Budapest, Groupama Aréna                  | Magyarország | 3 – 1        | Lettország   | vb-selejtező    | -            | 74'             |
| 23.          | 2017. október 10.   | Budapest, Groupama Aréna                  | Magyarország | 1 – 0        | Feröer       | vb-selejtező    | -            | 66'             |
| 24.          | 2017. november 9.   | Luxembourg, Stade Josy Barthel            | Luxemburg    | 2 – 1        | Magyarország | barátságos      | -            | 84'             |
| 25.          | 2017. november 14.  | Budapest, Groupama Aréna                  | Magyarország | 1 – 0        | Costa Rica   | barátságos      | -            | 90'             |
| 26.          | 2018. szeptember 8. | Tampere, Tampere Stadion                  | Finnország   | 1 – 0        | Magyarország | Nemzetek Ligája | -            | 54'             |
|              | Összesen            |                                           |              | 26           | mérkőzés     |                 | 3            | gól             |

## Sikerei, díjai

### Klubcsapatban
Újpest:
- Magyar kupagyőztes: 2020-21

### A válogatottban
Magyarország
- Európa-bajnokság nyolcaddöntő: 2016